# Ruottirkielas
Ruottirkielas är en kulle i Finland. Den ligger i Utsjoki kommun i landskapet Lappland, i den norra delen av landet, 1 000 km norr om huvudstaden Helsingfors. Toppen på Ruottirkielas är 380 meter över havet. Ruottirkielas ingår i Paistunturit.
Terrängen runt Ruottirkielas är lite kuperad. Trakten runt Ruottirkielas är nära nog obefolkad, med mindre än två invånare per kvadratkilometer. Det finns inga samhällen i närheten. Omgivningarna runt Ruottirkielas är i huvudsak ett öppet busklandskap.